# Calcare di Esino
Il Calcare di Esino è una formazione geologica, i cui depositi sono stati interpretati come il risultato della sedimentazione in ambienti di piattaforma carbonatica, formatasi durante il Triassico italiano.
Il termine era stato introdotto già nel 1857 da Stoppani, come "dolomia o calcare dei petrefatti di Esino", e successivamente da Hauer (1858) come Esinokalk.

## Descrizione litologica
A seguito della importante strutturazione tettonica (riconducibile a fenomeni di sovrascorrimento) subita dall'unità durante l'orogenesi alpina, la maggior parte dei lembi tettonici in cui è presente il Calcare di Esino comprendono solamente parte dell'edificio della piattaforma carbonatica; al contrario, la Grigna settentrionale presenta la miglior conservazione dell'edificio, con le sue facies di piattaforma interna, margine, scarpata e le terminazioni laterali verso i coevi bacini intrapiattaforma
Nell'area delle Grigne (dove l'unità ha uno spessore di 800 m mediamente, fino a 1200 m), sono stati identificati due edifici sovrapposti:
1. edificio inferiore: il nucleo è costituito da calcari chiari massici o privi di stratificazione con cianobatteri e organismi microproblematici, passanti verso l'alto a calcari in banchi organizzati in cicli peritidali di spessore metrico, in cui si riconoscono alghe dasycladacee e gasteropodi, mentre rimangono subordinati i poriferi e i coralli Scleractinia. Sono tipici anche i corpi clinostratificati[1] (che raccordavano il margine della piattaforma alle zone bacinali) costituiti da calcareniti e calciruditi depositate per risedimentazione gravitativa, che costituiscono un membro informale noto come Calcare di San Calimero (con spessore complessivo di 80-100 m); si tratta di corpi di brecce e calciruditi gradate passanti a calcareniti, a supporto clastico o di matrice carbonatica e clasti talvolta dolomitici (con porosità caratterizzata principalmente da cementi marini precoci), che si indentano con strati riferibili alla Formazione di Buchenstein (calcari stratificati scuri selciferi, con marne e siltiti vulcanoclastiche). Il Calcare di San Calimero individua almeno quattro episodi di risedimentazione di materiale carbonatico derivante dalla piattaforma. Questo edificio termina con un orizzonte pedogenizzato giallo-rossastro, che individua un paleosuolo sepolto ricco in ematite e argilla (illite).
2. edificio superiore: costituisce la parte sommitale della Grigna settentrionale; risulta caratterizzato da clinoformi con estensione all'interno del bacino (rappresentato dalla Formazione di Wengen) limitata e inclinazione maggiore (fino a 25-30°), calcari peritidali con frequenti evidenze di emersione subaerea (presenza di strutture a tepee) e di dissoluzione con successiva precipitazione di cementi calcitici, maggior abbondanza e diffusione di fossili (come in località del Sass di Lumach), quali ammoniti, gasteropodi, coralli coloniali, alghe dasycladacee, echinoidi, crinoidi e brachiopodi. In questa parte dell'unità è diffusa la dolomitizzazione, che oblitera le strutture sedimentarie primarie.

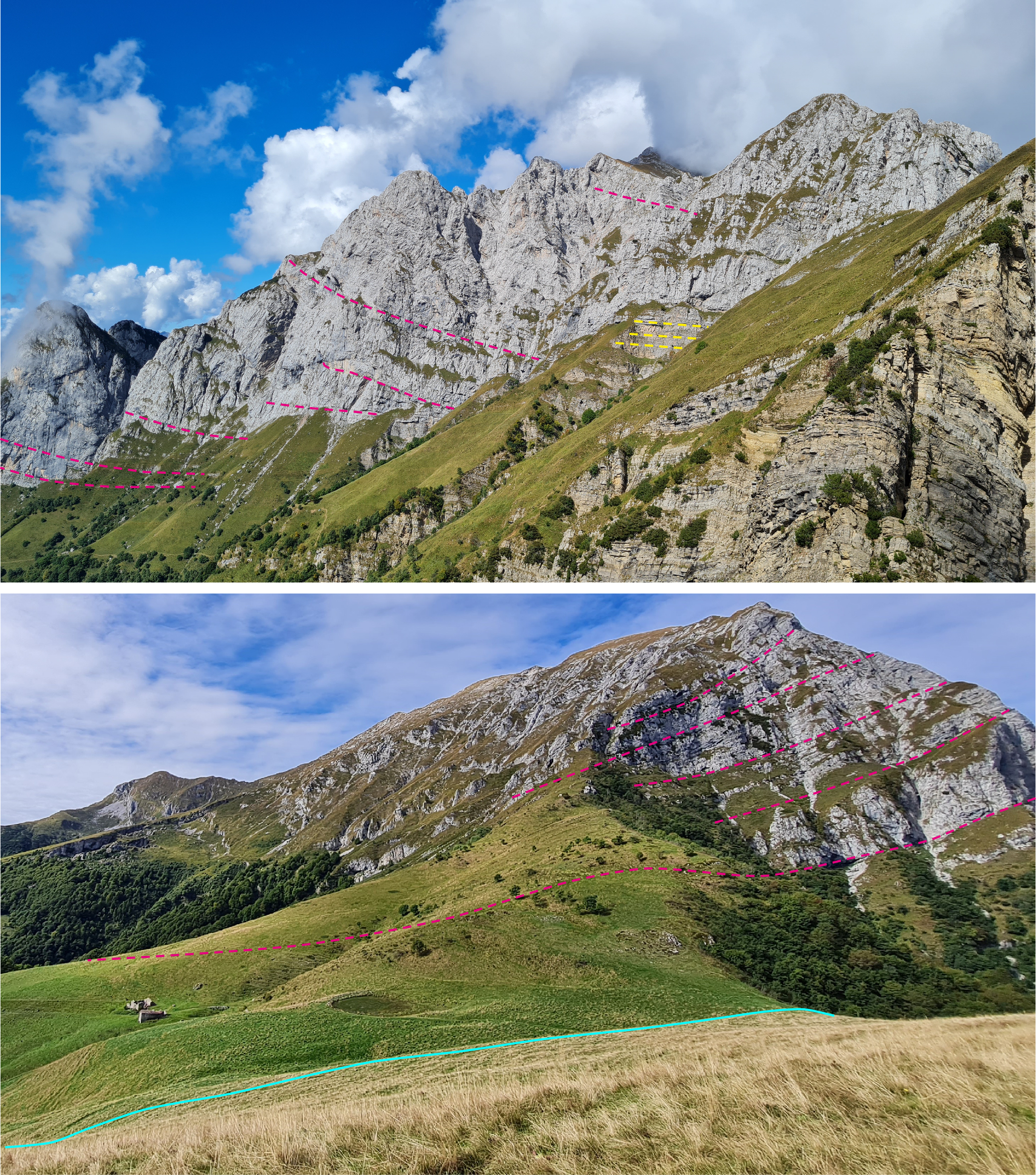
Clinoformi del pendio del Calcare di Esino sui versanti della Grigna settentrionale. Sopra: panorama dal Buco di Grigna (verso N) in cui si può osservare il marcato incremento dell'inclinazione della scarpata della piattaforma (in rosa, tratteggiato) e la progressiva progradazione verso E sui depositi bacinali (Formazione di Buchenstein, in giallo); sotto: panorama (verso O) dalla chiesa di San Calimero in cui si osservano le clinoformi dell'Esino progradanti, in questo caso, sui depositi terrigeno-carbonatici della Formazione di Wengen (ricoperta da un suolo erboso marcatamente più verde), mentre in azzurro è segnato il limite litologico (non affiorante) tra la Formazione di Wengen e il Calcare di San Calimero.

In Val Parina, la successione dell'Esino consiste in 750-900 m di calcari e subordinati calcari dolomitici, sviluppati al di sopra dei depositi carbonatici anisici del Calcare di Angolo-Calcare di Camorelli. Lo studio del 1992 (Jadoul, Gervasutti, Fantini Sestini) ha riconosciuto nell'area sei litozone, che descrivono tre edifici sovrapposti:
1. edificio inferiore: è costituito da calcareniti grigio-chiare massive bioclastiche e intraclastiche molto fossilifere, con brachiopodi, gasteropodi, ammoniti e crinoidi, calcari stratificati e calcari dolomitici organizzati in cicli peritidali con stromatoliti, strutture a tepee e cavità cementate, calcari massivi bioclastici e reef con microproblematici, poriferi, alghe dasycladacee e foraminiferi bentonici.
2. edificio principale: risulta costituito da calcari a supporto di matrice con oncoidi, gateropodi e foraminiferi fino a calcari a supporto clastico con alghe dasycladacee e foraminiferi
3. edificio superiore: è costituito da facies di margine, ovvero da calcari massivi con microproblematici, framestone a coralli e calcari fossiliferi, caratterizzati da cavità cementate, associate a facies di piattaforma interna, date da calcari sottilmente stratificati in cicli peritidali, con stromatoliti, cavità tipo "fenestrae", tepee e alghe dasycladacee.

In Lombardia orientale, in Val Camonica e nei massicci della Concarena e del Pizzo Badile Camuno, l'unità è stata riconosciuta nel 1965 da Assereto e Casati e successivamente (2007) è stata soggetta ad uno studio stratigrafico. In queste aree, il Calcare di Esino ha una potenza massima di 500 m, che raggiunge i 100-300 m sul versante destro camuno. Sono state descritte le facies di margine, date da calcari grigio-chiari con coralli, alghe e gasteropodi, le facies di pendio-scarpata, date da corpi di brecce clinostratificati con inclinazione di 20-23°, e le facies di piattaforma interna, date da calcari stratificati fossiliferi con alghe dasycladacee, gasteropodi e oncoidi.

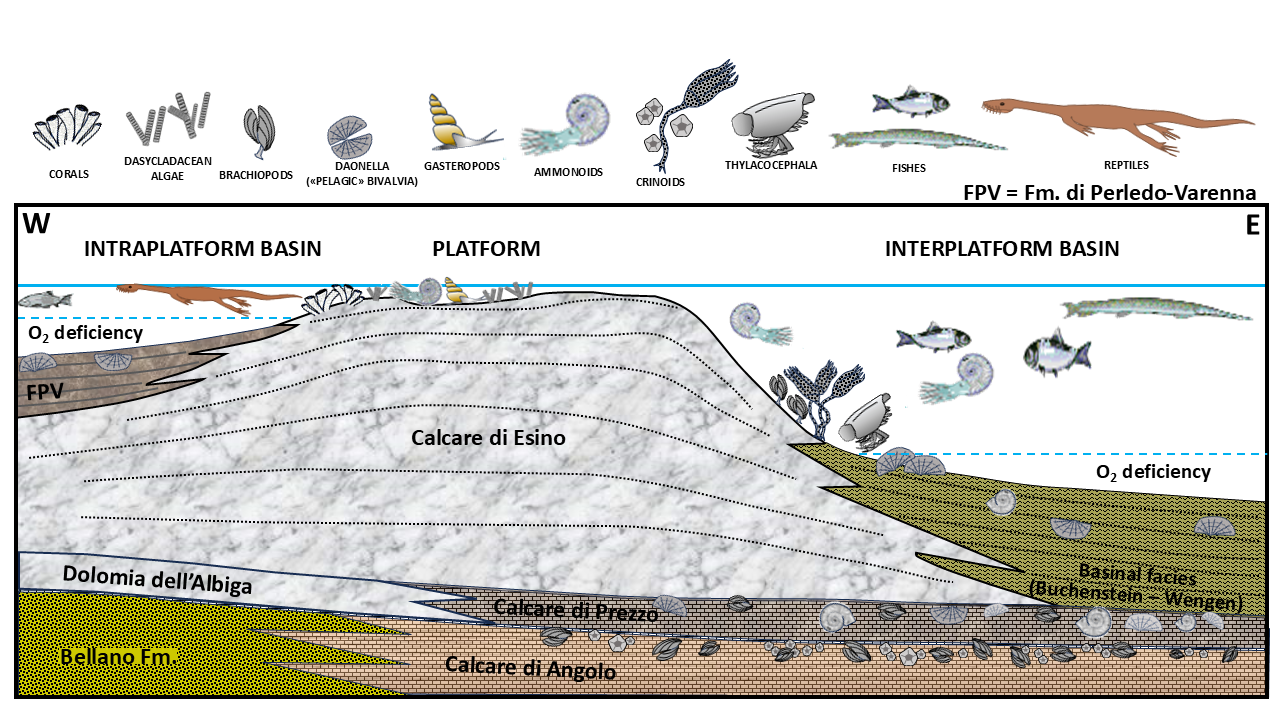
Schema che illustra i paleoambienti e associazioni fossili nell'area delle Grigne (non in scala), su una sezione ideale E-O.

## Ambiente sedimentario
La strutturazione tettonica Alpina non permette di valutare la continuità laterale delle piattaforme dell'Esino, che potrebbero dunque rappresentare un complesso lobato con profondi bacini oppure una serie di corpi separati tra loro. Solamente la Grigna settentrionale permette di ricostruire una sezione trasversale della piattaforma, che aveva dunque una larghezza di 7 km.

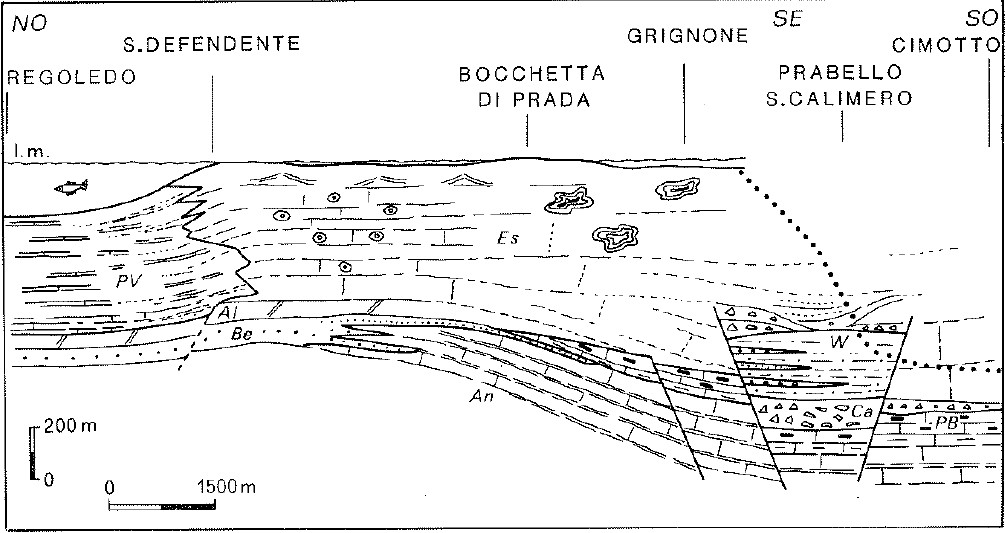
Schema ideale di una sezione NO-SE-SO (Grigna settentrionale), in cui sono evidenziati le facies di piattaforma interna e le differenti geometrie dei bacini adiacenti (da Gaetani et al., 1986)

Le descrizioni sedimentologiche e stratigrafiche effettuate in Lombardia permettono di riconoscere un'evoluzione del sistema dell'Esino piuttosto comune alle singole piattaforme:
1. l'edificio inferiore rappresenta la prima fase d'impostazione della piattaforma durante l'Anisico superiore, generalmente in zone di paleoalto dove già in precedenza erano attivi siti di produzione carbonatica di mare basso (soggetti a trasgressione e dunque ad annegamento); la parte inferiore dell'unità sarebbe dunque schematizzabile con banchi carbonatici subtidali con limitato rilievo topografico, formati da sabbie carbonatiche e fango micritico, in cui si sviluppano i margini della piattaforma. La deposizione del Calcare di San Calimero individua una fase di forte progradazione, con rideposizione dei sedimenti dal top della piattaforma verso i bacini adiacenti, e probabilmente un periodo di stasi del livello del mare.
2. l'edificio principale-superiore registra invece la fase di sviluppo per aggradazione della piattaforma durante il Ladinico, a seguito di un innalzamento eustatico: lo sviluppo di clinoformi con elevata inclinazione e la loro limitata progradazione testimonierebbero questa modificazione, che risulta associata ad un'evidente variazione climatica, che permette la sedimentazione nei bacini di una serie di argilliti e marne, con intercalazioni di arenarie vulcanosclastiche e numerosi resti vegetali (Formazione di Wengen). Nel Ladinico superiore, la diffusione di facies di margine e piattaforma interna segnalerebbe invece una ripresa dello sviluppo per progradazione, durante un periodo di regressione tettonico-eustatica.

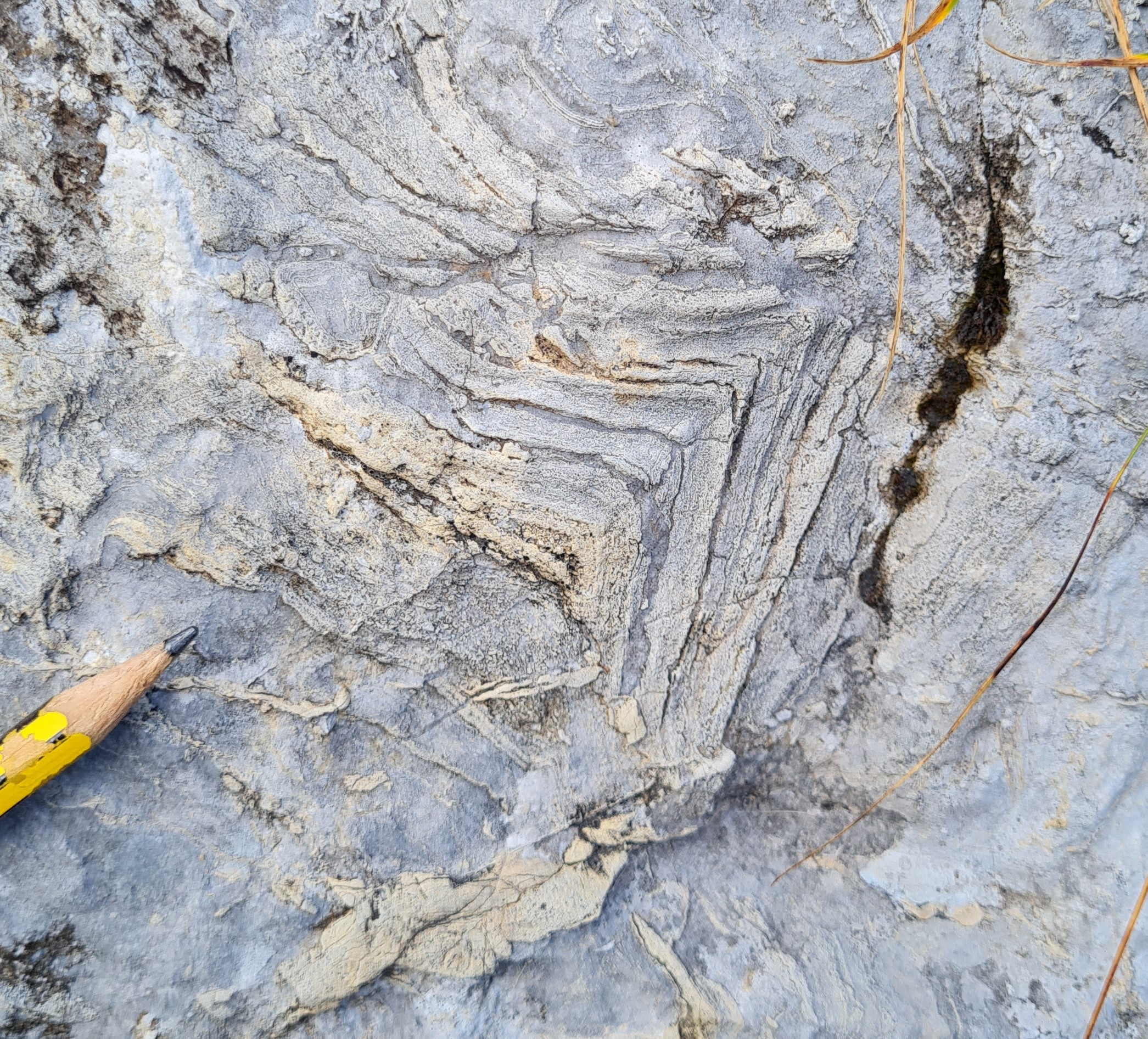
Struttura sedimentaria a tepee, dovuta ad esposizione subaerea del fango micritico delle facies di piattaforma interna. Versante settentrionale della Grigna meridionale.

I margini della piattaforma non erano sostenuti da organismi costruttori, che rimanevano subordinati all'interno dell'associazione biotica, ma piuttosto era costruito dall'elevata produttività di organismi calcificatori come microproblematici e alghe dasycladacee, oltre ad essere sostenuto (come il pendio) dai processi di cementazione marina precoce. Anche la dolomitizzazione è stata interpretata come risultato di processi diagenetici precoci, data la presenza di clasti dolomitici nei corpi di brecce di pendio. Le numerose evidenze di emersione subaerea delle aree interne della piattaforma indicano invece che durante le fasi finali di sviluppo, le condizioni ambientali fossero caratterizzate da numerose variazioni del livello del mare, culminate poi al tetto della formazione con un importante regressione regionale, con conseguente esposizione della piattaforma, disattivazione della produzione carbonatica e carsificazione.

## Rapporti stratigrafici e datazione

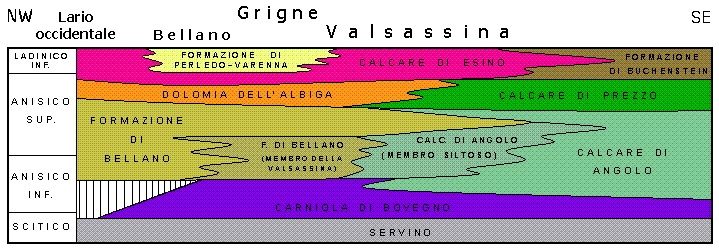
Schema dei rapporti stratigrafici nell'area delle Grigne (da Gaetani et al., 1986)

Inferiormente, il contatto è graduale con il Calcare di Prezzo o la Formazione di Buchenstein, a seconda della posizione di paleoalto o bacino rispettivamente.
Il contatto superiore è invece netto, dato dalla presenza di calcari dolomitici o dolomie grigio-bluastre con interstrati argillosi del Calcare metallifero bergamasco o della Formazione di Breno. Localmente il tetto dell'unità è contraddistinto da facies peritidali molto evolute con episodi di dissoluzione (calcare rosso).
I rapporti laterali sono complessi, poiché l'unità si indenta con due successioni bacinali differenti: la prima è data dalla Formazione di Buchenstein e Formazione di Wengen, in cui i corpi di brecce di pendio-scarpata progradano in modo diffuso fino a saturare il bacino; la seconda è data dal Calcare di Perledo-Varenna, dove l'interdigitazione è invece limitata.
I rapporti geometrici sul terreno evidenziano che il pendio della piattaforma dell'Esino poggiasse in downlap sugli strati bacinali delle formazioni di Buchenstein e di Wengen, mentre solamente quest'ultima unità fosse interdigitata al Calcare di Esino attraverso appoggi in onlap.
L'età della formazione è stata attribuita principalmente in base alla posizione stratigrafica, mentre in modo limitato si è basata sull'associazione di fauna (in particolare su un livello con ammonoidi).